# Construct
Construct是Scirra公司製作的以HTML5為基礎的2D遊戲編輯器，主要針對無程式設計基礎者，只需在視覺化編輯器中進行拖放動作，即可完成一個遊戲。

## 特徵

### 事件系統與行為
在Construct 2中，編輯遊戲的主要方法是透過「事件表」，作用與程式語言相近。每個事件分類中都有許多事件，其中包含條件運算式或觸發動作。一旦滿足條件，就可以開始運行。不必去學習如OR、AND以及作用域等複雜的邏輯。人們可以透過啟用或停用事件，來製作一個事件組合。

## 支持平台

### HTML5與輸出平台
Construct 2基於HTML5，能在多平台上架，目前支援：
Windows與Mac
- Google Chrome
- Mozilla Firefox
- Internet Explorer
- Safari
- Opera
- Microsoft Edge

iOS
- Safari
- Google Chrome
- Mozilla Firefox
- Opera

Android、Windows Phone 、BlackBerry 、Tizen
- Google Chrome
- Mozilla Firefox
- Opera
- Microsoft Edge

## 版本歷史

### Construct 經典版
Construct經典版是免費的DirectX開源軟體，最初由一群學生開發。在2007年10月27日公布 最新版本為r2，於2012年2月5日發布。

2013年4月20日，團隊為了專注開發後續版本Construct 2，宣佈停止更新。

### Construct 2
Construct 2為經典版的後續版本，加入了JavaScript框架，來支援拖放進行編輯

#### Steam
2012年10月18日，Construct 2向Steam Greenlight提出申請。2012年11月30日，Construct 2成為第一批申請的軟體。2013年1月26日，Construct 2成為第二個通過Greenlight的應用程式。

### Construct 3
2015年1月27日，Scirra官方部落格公布Construct 3，新功能包含：
- 支援Mac以及Linux
- 支援多語言
- 支援第三方的擴充功能[18]

## 外部連結
- 网站主页（页面存档备份，存于）
- Steam商店页面（页面存档备份，存于）